# حوسبة أوراكل السحابية
حوسبة أوراكل السحابية (Oracle Cloud Computing) هي خدمة سحابية عبر الإنترنت التي تقدمها  شركة أوراكل وذلك بغرض توفير الخوادم وأنظمة وأجهزة التخزين والشبكة والتطبيقات والخدمات من خلال شبكة عالمية من Oracle Corporation المدارة عبر مراكز البيانات الرقمية. تتيح الشركة هذه الخدمات ليتم توفيرها عند الطلب على الانترنت.
تقدم أوراكل سحابة "البنية التحتية كخدمة" (IaaS) ، وسحابة أيضاً من أجل "المنصة كخدمة" (PaaS) وسحابة أخرى وهي "البرمجيات كخدمة" (SaaS) ، وأخيراً "البيانات كخدمة" (DaaS). تُستخدم هذه الخدمات لإنشاء ونشر ودمج وتوسيع التطبيقات في السحابة. يدعم هذا النظام الأساسي العديد من المعايير المفتوحة مثل (SQL ، HTML5 ، REST ، وما إلى ذلك)، وهي حلول مفتوحة المصدر (Kubernetes ، Hadoop ، Kafka ، وما إلى ذلك)، ومجموعة متنوعة من لغات البرمجة وقواعد البيانات والأدوات والاطارات بما في ذلك برامج وأنظمة Oracle وOpen Source وبرامج الجهات الخارجية.

## خدمات

### البنية التحتية كخدمة (IaaS)
وصفت شركة Oracle البنية التحتية الخاصة بها كخدمة باسم Oracle Cloud Infrastructure (OCI). تتضمن عروض Oracle Cloud Infrastructure الخدمات التالية: أعلنت شركة أوراكل عن الجيل 2 السحابي في Oracle OpenWorld 2018 
- الحوسبة : توفر الشركة أجهزة محوسبة افتراضية على الشبكة لتوفير أشكال مختلفة (أحجام VM) والتي تلبي أنواع مختلفة من أعباء العمل وخصائص الأداء. كما أنها توفر خوادم Bare metal وخوادم Bare metal GPU ، دون وجود برنامج Hypervisor مع إمكانية توسيع نطاقه وتصغيره.
- التخزين : يوفر النظام الأساسي وحدات تخزين البيانات وتخزين العناصر وتخزين الأرشيف مع إمكانية تفعيل قاعدة البيانات والتحليلات والمحتوى والتطبيقات الأخرى عبر البروتوكولات الشائعة وواجهات برمجة التطبيقات.
- الشبكات : يوفر هذا النظام الأساسي السحابي للشبكة عناوين آي بي قابلة للتكوين بشكل كامل، وشبكات فرعية، وتوجيه، وجدران حماية لدعم الشبكات الخاصة الجديدة أو الحالية مع أمان الشبكات الخاصة من نوع "End-to-End".
- الحوكمة : للمراجعة، وإدارة الهوية والوصول، تتمتع المنصة هذه بقدرات خاصة وعمليات تدقيق تكامل البيانات، وإمكانية التتبع، وميزات إدارة الوصول.
- قاعدة البيانات : يتيح النظام الأساسي نشر قواعد بيانات أوراكل عند الطلب في بيئة سحابية مع مجموعات تطبيقات حقيقية وأمن بيانات وأدوات تحكم محببة ومفضلة.
- موازنة التحميل : توفر المنصة السحابية إمكانية موازنة التحميل لتوجيه حركة المرور تلقائياً عبر نطاقات التوفر من أجل التوافر العالي والتسامح مع الأعطال للتطبيقات المستضافة.
- Edge Services : تُستخدم هذه الخدمات لمراقبة المسار بين المستخدمين والموارد للتكيف مع التغييرات والانقطاعات باستخدام بنية DNS الأساسية الآمنة.
- Ravello : تتيح هذه الخدمة نشر أحمال عمل مركز البيانات القائمة على في إم وير أو KVM على Oracle Cloud Infrastructure أو AWS أو GCP كما هي دون أي تعديل على VMs أو الشبكة أو التخزين.
- FastConnect : توفر المنصة السحابية اتصالاً خاصاً عبر الشبكات المحلية والسحابية.

### المنصة كخدمة (PaaS)
وصفت Oracle نظامها الأساسي بأنه خدمة مثل Oracle Cloud Platform (OCP). تتضمن عروض Oracle Cloud Platform الخدمات التالية.
- إدارة البيانات: توفر هذه المنصة السحابية منصة لإدارة البيانات لأحمال عمل قاعدة البيانات بالإضافة إلى أحمال عمل البيانات الضخمة وتدفق البيانات كبيرة الحجم بما في ذلك OLTP والتخزين والتعلم الآلي والبحث عن نص وتحليلات الصور والتعلم العميق. وتشمل الخدمات قاعدة البيانات، النسخ الاحتياطي لقاعدة البيانات، البيانات الكبيرة، سحابة البيانات الكبيرة، Event Hub ، MySQL ، NoSQL Database ، Data Hub ، سحابة مستودع البيانات المستقلة، ومعالجة المعاملات المستقلة.
- تطوير التطبيقات: لتطوير التطبيقات، توفر المجموعة الخاصة بالشركة منصة مفتوحة لتطوير التطبيقات تستند إلى معايير لإنشاء ونشر وإدارة التطبيقات السحابية من أول واجهة برمجية لتطبيقات (API). تدعم هذه المنصة تطوير الحاوية الأصلية والسحابة الأصلية وتطوير الكود المنخفض. يوفر هذا النظام الأساسي أيضاً منصة DevOps لـ CI / CD ، وتشخيصات لتطبيقات Java ، والتكامل مع SaaS والتطبيقات الداخلية. تشمل الخدمات: Java و Mobile والمساعدون الرقميون (التطور من Chatbots)، المراسلة، سحابة حاوية التطبيق، مطور السحابة، Visual ، كتالوج واجهة برمجة التطبيقات، AI Platform ، DataScience.com (Oracle Oracle) و Blockchain.
- التكامل: هي منصة تقدم محولات لدمج التطبيقات المحلية والسحابية. وتشمل القدرات تكامل البيانات وتكرارها، وإدارة API ، وتحليلات التكامل، إلى جانب نقل البيانات والتكامل. وهي توفر خدمات مثل Data Cloud Integration Platform Cloud و Cloud Integrator Data Service و GoldenGate Cloud Service و Integration Cloud و Process Cloud Service و API Platform Cloud Service و Apiary Cloud Service و SOA Cloud Service.
- تحليلات الأعمال: توفر الشركة منصة تحليلات الأعمال هذه والتي يمكنها تحليل وتوليد رؤى من البيانات عبر مختلف التطبيقات ومستودعات البيانات. تشمل الخدمات المقدمة: Analytics Cloud و Business Intelligence و Big Data Discovery وإعداد البيانات الضخمة وتصور البيانات و Essbase.
- الأمان: يوفر Oracle Cloud Platform حل الهوية والأمن لتوفير وصول آمن ومراقبة البيئة السحابية المختلطة ومعالجة حوكمة تكنولوجيا المعلومات ومتطلبات الامتثال. توفر هذه المنصة هوية SOC (مركز العمليات الأمنية) من خلال مجموعة مشتركة من SIEM و UEBA و CASB و l وIDaaS. تشمل الخدمات المقدمة خدمة Identity Cloud وخدمة CASB Cloud.
- الإدارة: توفر المنصة بيئة متكاملة للرصد والإدارة والتحليلات. تستخدم هذه المنصة أيضاً التعلم الآلي والبيانات الضخمة في مجموعة البيانات التشغيلية. يتم استخدام النظام الأساسي لتحسين استقرار تقنية المعلومات، ومنع انقطاع التطبيق، وتحسين DevOps ، وتشديد الأمن. تشمل الخدمات المقدمة مراقبة أداء التطبيقات، ومراقبة البنية التحتية، وتحليلات السجل، والتنسيق، وتحليلات تقنية المعلومات، والتهيئة والامتثال، ومراقبة الأمن، والتحليلات الأخرى.
- المحتوى والخبرة: هذا عبارة عن منصة للمحتوى وموقع الويب وإدارة سير العمل. هذا النموذج يتم استخدامه لتوفير تعاون المحتوى ووجود الويب، ويأتي مدمجاً مع حلول Oracle on-premise و SaaS. الخدمات المقدمة هي Content and Experience Cloud و WebCenter Portal Cloud و DIVA Cloud.

في يوم 28 من شهر يوليو بعام 2016، اشترت أوراكل NetSuite ، أول شركة سحابية، مقابل 9.3 مليار دولار. في 16 مايو 2018، أعلنت شركة أوراكل أنها استحوذت على DataScience.com ، وهي منصة عمل سحابية خاصة بمساحة العمل لمشروعات علوم البيانات وأعباء العمل.

### البرنامج كخدمة (SaaS)
توفر Oracle تطبيقات SaaS المعروفة أيضاً باسم Oracle Cloud Applications. يتم تقديم هذه التطبيقات عبر مجموعة متنوعة من المنتجات، والقطاعات الصناعية مع خيارات النشر المختلفة للالتزام بمعايير الامتثال. تشير القائمة أدناه إلى تطبيقات Oracle Cloud التي تقدمها Oracle Corporation .
- تجربة العملاء (CX)
- إدارة رأس المال البشري (HCM)
- تخطيط موارد المؤسسات (ERP)
- إدارة سلسلة التوريد (SCM)
- إدارة أداء المؤسسات (EPM)
- تطبيقات إنترنت الأشياء (IoT)
- إدارة العلاقات والتحليلات
- البيانات
- حلول الصناعة (الاتصالات، الخدمات المالية، السلع الاستهلاكية، التقنية العالية والتصنيع، التعليم العالي، الضيافة، المرافق)
- النشر (الالتزام بمعايير قطاعات مثل الخدمات المالية وخدمات التجزئة والقطاع العام ومجتمع وزارة الدفاع الأمريكية)
- الخدمة السحابية Block-Chain (بالشراكة مع SAP وIBM وMicrosoft) [10]
- تطبيقات Blockchain

### البيانات كخدمة (DaaS)
تُعرف هذه المنصة باسم Oracle Data Cloud. يقوم هذا النظام الأساسي بتجميع وتحليل بيانات المستهلك التي يدعمها Oracle ID Graph عبر القنوات والأجهزة لخلق فهم مستهلك للقنوات المتقاطعة.

## نماذج النشر
يمكن نشر Oracle Cloud عبر نماذج النشر السحابية العامة والخاصة والسحابة المختلطة.

## الهندسة المعمارية
يتم تقديم Oracle Cloud من خلال شبكة عالمية من مراكز البيانات المدارة من Oracle Corporation. تقوم شركة أوراكل بنشر سحابة في مختلف المناطق. يوجد داخل كل منطقة ثلاثة بروتوكولات تسمى بـ «نطاقات ومدى التوافر» وهي مسؤولة عن تفادي الأخطاء وأحداث الخلل المستمر. تحتوي كل من نطاقات التوافر هذه على مركز بيانات مستقل مع العزل الحراري والطاقة والشبكة. يتوفر Oracle Cloud عموماً  في أمريكا الشمالية، أوروبا والشرق الأوسط وأفريقيا، واليابان، مع الإعلان عن مناطق أمريكا الجنوبية والحكومة الأمريكية قريباً.

## تجمع المطورين
Oracle Developers هو منتدى مسؤول عن التعامل مع مجتمع المطورين الذي يوفر المعلومات والوثائق والمناقشات التي قام بتأليفها كل من Oracle وأعضاء المجتمع بشكل عام.

## الشهادات
تقدم Oracle شهادات في البنية التحتية كخدمة (IaaS)، والمنصة الأساسية كخدمة (PaaS)، والعديد من التخصصات في البرامج كخدمة (SaaS).

## الشركات التي تستخدم Oracle Cloud
- أير لينغس[16]
- أفايا[17]
- شركة داو كيميكال[18]
- دروبوكس[19]
- فريدي ماك[20]
- FRHI Hotels  [لغات أخرى]‏[21]
- خطوط جيت بلو الجوية[22]
- مايسيز[23]
- شركة مورنينج ستار[24]
- Perry Ellis International[25]
- سامسونج[26]
- Sinclair Broadcast Group[27]
- سكانسكا[28]
- TriMark[29]
- شركة ياماها[30]
- يم![31]

## روابط خارجية
- الموقع الرسمي